# Церква Параскеви П'ятниці (Зарубинці)
Церква Параскеви П'ятниці — церква Святої Параскеви П'ятниці в селі Зарубинці Монастирищенського району Черкаської області.

## Історія
За даними візитації 1784, її будівництво почалося близько 1742; фундаторкою була княгиня Урсула-Францішка Радзивілл (1705–53), дружина князя Михайла-Казимира Радзивілла (1702–62), великого гетьмана литовського, остання представниця відомого роду князів Вишневецьких. На початку свого існування парафія разом із кліром відповідно до обставин часто переходила з православ'я в унію й знову верталася назад, аж поки 1795, після 3-го поділу Польщі, П'ятницька церква остаточно утвердилася як православна святиня.

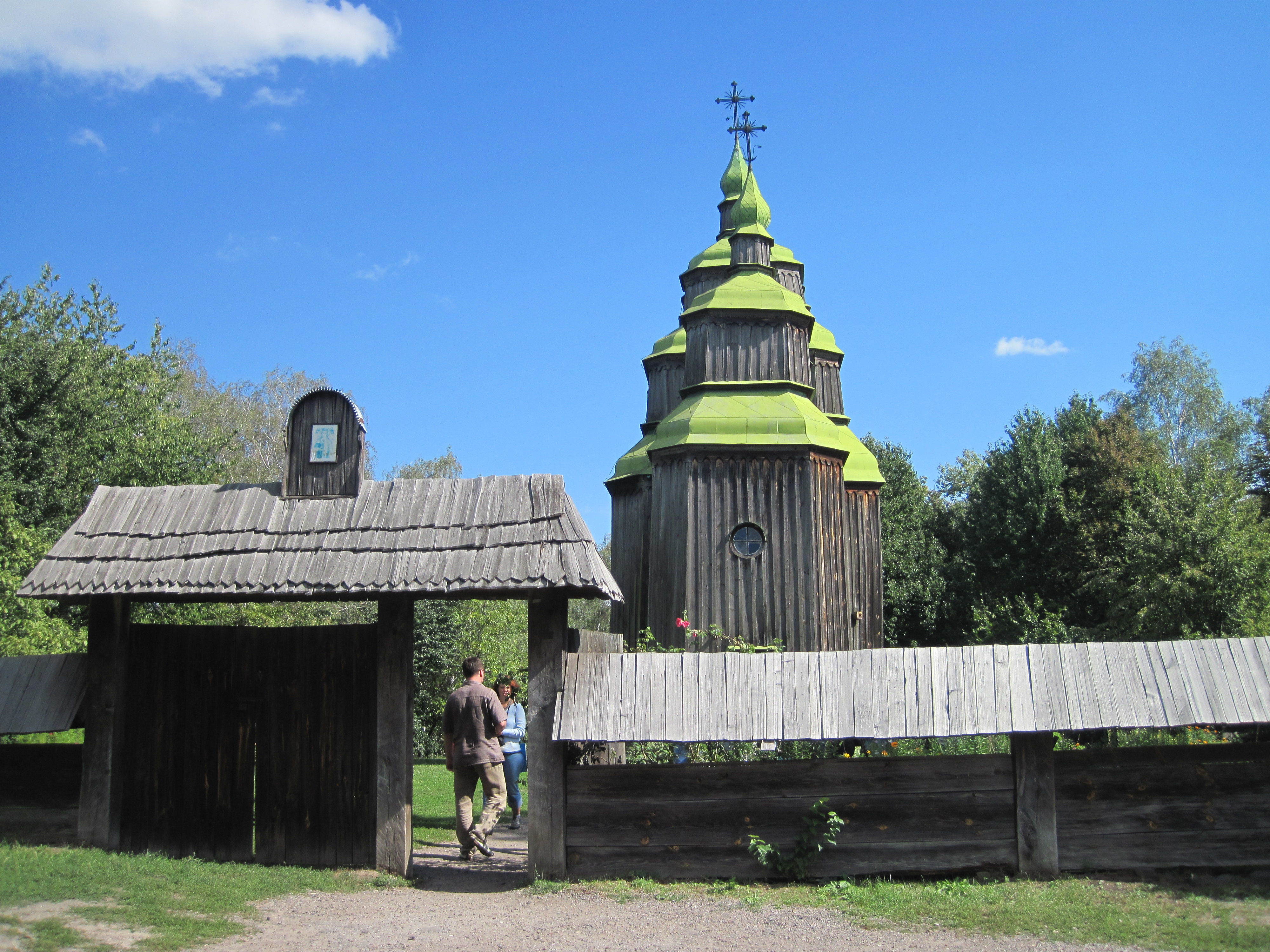

За архітектурними пропорціями, устроєм і ладом споруда є класичною для Середньої Наддніпрянщини церквою. Тридільна, триверха з високими гранчастими зрубами й двозаломними верхами бабинця та вівтаря. Верхи мають пропорційну ступінчасту пластику із шатровими заломами, стягнутими при основі скругленими перехватами. Ліхтарі завершуються тонкої грушеподібної форми главками, що спираються на ковніри. Зруби центрального верха помітно ширші, він має три заломи й вивищується над двома іншими верхами, посилюючи вертикальну динаміку споруди. Висота храму сягає 25 м.
Вхід до церкви обрамлений п'ятикутним одвірком, оздобленим кількаярусним різьбленням. Високо над вхідними дверима кругле вікно. У нижньому зрубі центрального верха вертикальні прямокутні вікна, а в бічних стінах зрубів верхів кожного ярусу квадратові. Площини зрубів вкриті вертикальним шалюванням із лиштвами вгорі у вигляді арочок. В інтер'єрі іконостас 18 ст.; дві третини його було втрачено, але за активної участі настоятеля о. Андрія Власенка 2003–05 відтворено.
За свідченнями мешканців Зарубинець, церкву було зачинено комуністичною владою 1936, у ній влаштовано колгоспну комору. Коли на початку 1970-х рр. фотографія понівеченої святині потрапила до працівників Музею народної архітектури та побуту в Пироговому під Києвом, завдяки наполяганням науковців, зокрема відомого знавця народної церковної архітектури П.Юрченка, 1972 церкву було розібрано й перевезено до Музею народної архітектури та побуту. Упродовж 20-ти років вона слугувала складом для музейних експонатів. У листопаді 1993 церкву Параскеви П'ятниці передано в користування громаді Української православної церкви Київського патріархату. Як яскрава архітектурна споруда вона відіграє роль композиційного центру в музейному просторі «Середня Наддніпрянщина» Національного музею народної архітектури та побуту України.